# Sturmgeschütz-Brigade 276
De Sturmgeschütz-Abteilung 276 / Sturmgeschütz-Brigade 276 / Heeres-Sturmgeschütz-Brigade 276 was tijdens de Tweede Wereldoorlog een Duitse Sturmgeschütz-eenheid van de Wehrmacht ter grootte van een afdeling, uitgerust met gemechaniseerd geschut. Deze eenheid was een zogenaamde Heerestruppe, d.w.z. niet direct toegewezen aan een divisie, maar ressorterend onder een hoger commando, zoals een legerkorps of leger.
Deze Sturmgeschütz-eenheid kwam in actie aan het oostfront gedurende zijn hele bestaan en eindigde de oorlog in Oost-Pruisen.

## Krijgsgeschiedenis

### Sturmgeschütz-Abteilung 276
Sturmgeschütz-Abteilung 276 werd opgericht in Jüterbog op 21 juni 1943 met als basis personeel van de 2e Batterij van leichte Sturmgeschütz-Abteilung 190. In herfst 1943 werd de Abteilung dan naar het oostfront getransporteerd, naar Heeresgruppe Mitte, zuidelijk van Brjansk.
Op 14 februari 1944 werd de Abteilung omgedoopt in Sturmgeschütz-Brigade 276.

### Sturmgeschütz-Brigade 276
De omdoping in Sturmgeschütz-Brigade betekende echter geen organisatorische verandering, de samenstelling bleef gelijk. Daarna volgden acties en inzet bij Zjytomyr, Jampol, Vinnitsa, Rovno en ten slotte in de Kamenetz-Podolsk-pocket. Bij de uitbraak uit deze pocket kon 90% van het personeel gered worden, maar gingen de meeste voertuigen verloren. Daarop werd de brigade naar Deutsch Eylau in West-Pruisen overgebracht om daar weer opgefrist te worden.
Op 10 juni 1944 werd de brigade omgedoopt in Heeres-Sturmgeschütz-Brigade 276.

### Heeres-Sturmgeschütz-Brigade 276
Ook nu betekende de omdoping geen organisatorische verandering, de samenstelling bleef opnieuw gelijk. Op 30 juli 1944 werd de brigade weer ingeladen en naar Litouwen gestuurd, naar Vilkaviškis (Duits: Wilkowischken) en kwam hier in gevecht in augustus. Daarna volgde zware terugtrekkingsgevechten via Virbalis, Eydtkau en Ebenrode en werd de Kerst 1944 doorgebracht in het gebied Pułtusk-Ciechanów. Nadat de Sovjets medio januari 1945 door het front gebroken waren, volgden gevechten bij Culm, Graudenz en Preußisch Stargard. De laatste vier Sturmgeschützen gingen tussen 20 en 24 maart 1945 verloren bij deze laatste stad. Als vervanging stonden 42 Jagdpanzer 38(t) gereed in Pasewalk, maar aangezien de landverbinding intussen verbroken was, kwamen die niet meer naar de brigade. Daarop werd de brigade als infanterie verder ingezet. Dat was in het gebied rond Danzig.

### Einde
De Heeres-Sturmgeschütz-Brigade 276 capituleerde op 9 mei 1945 oostelijk van Danzig. Slechts een klein deel van de manschappen kond per schip geëvacueerd worden naar Duitsland en Denemarken en sommige naar Zweden.

## Samenstelling
- Staf
- 1e Batterij
- 2e Batterij
- 3e Batterij

## Commandanten
| Rang      | Naam                   | Begin            | Eind               |
| --------- | ---------------------- | ---------------- | ------------------ |
| Hauptmann | Rünger                 | 21 juni 1943     | september 1943 †   |
| Hauptmann | Schulte                | september 1943   | december 1943      |
| Major     | Norbert Braun          | december 1943    | 21 augustus 1944 † |
| Hauptmann | Axel Sewera            | 21 augustus 1944 | begin 1945         |
| Hauptmann | Werner Friedrich Stück | 1 februari 1945  | 9 mei 1945         |

Hauptmann Rünger werd al bij de eerste gevechten dodelijk verwond door een Stalinorgel beschieting van de Sovjets. De chef 1e Batterij, Hauptmann Schulte nam tijdelijk waar. Major Braun sneuvelde door een schot van een Sovjet anti-tankgeweer toen hij zijn hoofd uit het luik stak voor waarneming.